# David Kyle
Pour les articles homonymes, voir Kyle.
David A. Kyle, né le 14 février 1919 à Monticello, dans le comté de Sullivan (État de New York), aux États-Unis, et mort le 18 septembre 2016, est un écrivain américain de science-fiction.